# Jakob Wilhelm Hauer
Jakob Wilhelm Hauer (né le 4 avril 1881 à Ditzingen, mort le 18 février 1962 à Tübingen) est un indologue et un spécialiste des religions allemand. Il est le fondateur en 1920 du mouvement de jeunesse Bund der Köngener, puis en 1933 du Mouvement allemand pour la foi (Deutsche Glaubensbewegung). 

## Biographie
Hauer a grandi dans une famille piétiste. Il se destine tout d'abord à une carrière de pasteur protestant mais, sous l'effet d'une mission en Inde, développe un intérêt croissant pour l'histoire des religions, dont il fait son métier. Il présente sa thèse en histoire du védisme en 1918 et est professeur ordinaire de sciences religieuses et d'études indiennes à Tübingen à partir de 1927. Il est spécialiste du yoga.
Au départ figure du protestantisme libéral, en 1930, il affirme une foi simultanément adogmatique et panthéiste, souhaitant renouer avec ce qu'il interprète comme l'essence profonde des croyances religieuses du peuple germanique originel.
Hauer définit ainsi le caractère "germanique" ou "indo-européen" de son panthéisme comme un marqueur identitaire fort, proposant une divinité impersonnelle, opposée à un Dieu personnifié, à ses yeux le dieu des Juifs et des Romains. 
Ses idées de refondation religieuse lui attirent des sympathies dans les milieux néo-païens völkisch, mais sans faire l'unanimité. Il est ainsi en butte à l'hostilité du journal nazi Der Stürmer de Julius Streicher; pour ce dernier, très hostile au christianisme, la religion de Jakob Hauer n'est qu'une nouvelle formulation de la doctrine chrétienne, assimilée au Juif. En juillet 1933, il participe à la fondation à Eisenach au mouvement de la foi allemande, proche du NSDAP, dont il attire certains éléments les plus radicaux, comme Johann von Leers. Ce mouvement hétéroclite rassemble d'anciens protestants adogmatiques comme Hauer et des figures historiques du néo-paganisme germanique comme Ludwig Fahrenkrog. Il comprend également une fraction occultiste, avec Herman Wirth ou Ernst zu Reventlow. La présence de Stengel-Rutkowski, Reventlow ou Hans Günther illustre le poids de l'idéologie raciste et eugéniste dans le Mouvement. 
Sous la direction de Hauer, secondée par Lothar Stengel-von Rutkowski, le Mouvement allemand pour la foi tente de devenir un mouvement de masse et adopte vite une structure voisine de celle du parti nazi, Hauer revendiquant le titre de Führer du mouvement. Il le quitte en 1935 après en avoir perdu le contrôle, après quoi le mouvement, qui n'est pas véritablement soutenu par le régime, périclite progressivement.
Hauer rejoint le parti nazi en 1937. Il coopère toutefois avec le Sicherheitsdienst dès 1934, et intègre de ce fait la SS, dont relève le Sicherheitsdienst. Dans ce cadre, il espionne notamment Martin Buber, qu'il connaît depuis longtemps et qui témoignerai pour lui en 1945 sans savoir que Hauer l'espionnait. Sa coopération avec la SS s'intensifie à partir de 1938, quand il intègre l'Ahnenerbe, la structure de recherche pluridisciplinaire créée sous l'autorité d'Himmler. En 1945, il est révoqué de l'université de Tübingen et interné par l'armée française jusqu'en 1947. 
La fin de sa vie est consacrée à l'histoire des religions dans des cadres associatifs, notamment le Mouvement des unitariens allemands (Deutsche Unitarier Religionsgemeinschaft). Entre 1950 et sa mort, il a présidé la Freie Akademie, une structure de dialogue entre unitariens, monistes, humanistes et protestants adogmatiques incluant de nombreux anciens cadres du Mouvement allemand pour la foi, dont Stengel-von Rutkowski.

## Ouvrages
- 1922: Werden und Wesen der Anthroposophie
- 1922: Die Anfänge der Yogapraxis im alten Indien
- 1932: Der Yoga als Heilweg
- 1934: Dt. Gottschau
- 1934: Was will die D.G.
- 1937: Glaubensgeschichte der Indogermanen
- 1941: Glaube und Blut
- 1941: Religion und Rasse
- 1950: Die Krise der Religion und ihre Überwindung
- 1952: Glauben und Wissen